# 葉慶元
葉慶元（Yeh  Ching-Yuan，1972年5月26日—），生於臺北市，律師、政治人物，泰鼎法律事務所合夥律師，東吳大學法學院兼任助理教授，曾任臺北市政府法規委員會主任委員，臺北市政府國際事務委員會委員暨執行長。前中國國民黨中央委員會考核紀律委員會主任委員

## 生平

### 早年
葉慶元是臺灣外省人後代、台灣本省人後代。1994年畢業於國立政治大學法律學系，1997年取得國立中興大學法商學院（現為國立台北大學）法學碩士；2001年赴美國賓夕法尼亞大學（University of Pennsylvania）進修，先後於2002、2004及2005年取得法學碩士（LL.M.）、法律博士（J.D.）及法學博士（S.J.D.）之學位。

### 執業律師
葉慶元於退伍後，進入理律法律事務所執行律師業務（1999年7月－2001年6月）。

#### 司法院釋字499號聲請案
1999年9月4日，國民大會在凌晨以秘密投票的方式修正憲法，將該屆國大代表的任期延長兩年七個月，舉國為之譁然。當時葉慶元襄助李念祖律師代表郝龍斌等112位立法委員向司法院聲請釋憲，促成司法院作成釋字第499號解釋， 認定國大代表延長自身任期的憲法增修條文係違反憲政精神，確認中華民國憲法修正權之界限。

#### 耶和華見證人特赦聲請案
1999年起，葉慶元襄助李念祖律師義務代理九位因宗教因素拒絕服兵役而遭軍法追訴的耶和華見證人（基督教的一支）信徒，遊說立法院修法保障宗教自由，並向總統聲請特赦；2000年1月17日，立法院通過替代役實施條例，同年2月2日，兵役法及兵役法施行法繼而修正，並於同年7月1日施行；同年12月15日，九位仍在服刑中的耶和華見證人經總統特赦出獄。

### 從政

#### 台北市政府法規委員會主任委員
2007年2月，應郝龍斌市長的邀請，葉慶元返國擔任臺北市政府法規委員會主任委員，負責台北市政府的法規審議、法令諮詢釋示、國家賠償、消費者保護、人權保障、採購申訴審議等業務。

##### 任內重大政績
- 台北小巨蛋事件：

依據政府採購法以及台北市市有財產委託經營管理自治條例之規定，終止涉嫌以圍標行為取得台北小巨蛋經營權之不良履約廠商，保全台北市對市有財產之權利，使台北小巨蛋此一公共設施得以回歸公共使用，不致遭廠商惡意壟斷把持。 
- 中正紀念堂更名事件：

基於保障台北市對於直轄市文化資產保存之自治權限，於立法院嚴正指出中央政府未經立法院審議自行將中正紀念堂管理處降格為台灣民主紀念館管理處，違反中央行政機關組織基準法，並透過文資法之暫定古蹟程序，保全中正紀念堂此一重要歷史文化建築免於因政治傾軋之不當破壞。  
- 一綱一本事件：

基於保障台北市對於直轄市學校管理之自治權限，聯合主張一綱一本之地方縣市政府，依據地方制度法第78條聲請司法院針對教科書之管理權限進行解釋，從而防止中央政府於解釋做成前逕行停止、變更、撤銷或廢止台北市等地方政府關於教科 書選用評選等行政行為，並使此一爭議之後得在中央與地方合作之氣氛下平和落幕，獲得共識。  
- 國家賠償權之保障：

修改本府國家賠償事件處理要點，明定機關處理國家賠償事件作業期限，並建立獎懲制度，大幅提升台北市國家賠償案件審議效率，每案平均辦理日數自95年之68.1日，縮短至96年之48.5日，97年再降低至47.6日，落實我國憲法上所保障之國家賠償權。  
- 市府各機關契約業務之輔導：

為保障市府及市民權益，健全台北市各機關之契約作業，除延聘律師修正台北市政府之各項契約範例外，並親赴台北市政府各機關進行訪視輔導，有效提升本府各機關法制作業品質及增進行政效能。 
- 市府各機關訴訟業務督導：

為協助市府各機關妥善處理訴訟業務，除不定期針對重要爭訟案件延請律師、學者及專家與各該涉訟機關進行研討外，並建立各機關律師延聘之監督考核制度，以各機關對於其所延聘律師之滿意度作為本府未來延聘律師之參考，對於本府各機關之訴訟業務助益甚大。  
- 消費者權利保護：

積極提升台北市消保官之功能，處理案件量由每年4300餘件增加至近8000件，接近全國總案件量50％。 
- 人權保障：

定期召開人權諮詢會議，要求本府各機關針對「樂生療養院院民人權」、「數位學生證與隱私權保障」  

#### 臺北市政府國際事務委員會執行長
自2009年起，葉慶元並兼任臺北市政府國際事務委員會委員暨執行長（2009年－2012年），先後促成了臺北市和韓國大邱市建立姐妹市，另與荷蘭恩荷芬市、阿爾梅勒市及馬來西亞檳城簽訂合作協議。更多次代表市府出席國際會議，不僅保住了臺北市在聯合國周邊組織「亞太城市網（CITYNET）」 （页面存档备份，存于）的會籍，更讓臺北市連任「城市和地方政府聯盟（United Cities and Local Governments, UCLG）」 （页面存档备份，存于）全球以及亞太區的理事、常務理事。

## 事件及爭議

### 獲選2009年全國傑出公務人員
因為在台北市法制改革、消費者保護以及國家賠償業務的績效顯著，葉慶元於2009年被財團法人孫運璿學術基金會選為「傑出公務人員」，是第一個獲得此項榮譽的政務官，也是該獎項有史以來最年輕的得主。

### Google 退出台灣手機付費APP市場
在葉慶元的主導下，台北市政府於2011年針對蘋果以及 Google 兩大手機APP市集業者進行定型化契約查核，並要求蘋果 （页面存档备份，存于）及Google （页面存档备份，存于） 遵循台灣消費者保護法的規定，分別修正 App Store 以及 Android Market 的服務條款，保障消費者依法在七日內退費之權利。最後蘋果在期限內依照台北市政府之要求修正其服務條款，iOS平台原本是30天內可以寫信退費，在台灣市場，改變成7天內申訴退款。Google 則拒絕，對台灣消費者停止Android Market付費APP之銷售服務。Google 因未遵循台北市政府之限期改善命令，被台北市政府裁罰新台幣100萬元，Google決定關閉Android Market對台灣區的服務。
本案 Google 與台北市政府仍持續爭訟中，經濟部之訴願決定認定 Google 敗訴。 Google 對於經濟部的訴願決定表示不服，上訴至台北高等行政法院，一審判決台北市政府敗訴，台北市政府決定上訴最高法院Android Market已於2013/02/27開放台灣市場的付費下載。

### 網路使用
- 2007年中正紀念堂拆匾降格事件發生時，葉慶元曾在議會休息時間打筆電寫個人部落格，因而遭到民進黨籍市議員質疑，還被當時副議長陳錦祥糾正。
- 2010年台北市議員童仲彥踢爆，葉慶元在噗浪化身「葉狀師闖天關」，上月十三日下午二時三十四分，郝龍斌在台上接受議員質詢，葉在台下和噗友「小飄」聊天，對話內容是當時最夯的《犀利人妻》，小飄問：「《犀利人妻》最終回預告，隨堂（棠）不會就這樣原諒瑞凡吧？」葉以「Pro_Yeh」回答：「不然安排他去投海，兩個女人抱著遺體哭成一團如何。」新聞見報的前一天，葉慶元就在噗浪上發出「緊急通告」，要大家小心，刪掉留言。葉慶元表示噗友「小飄」原是郝龍斌噗友，之前網聚時認識成為噗友，當天聊什麼沒記憶，感謝議員指正，會改進。台北市議會議長吳碧珠則說，葉慶元行為失當，會請郝龍斌作出行政糾正，會請葉慶元道歉。[9]

### 特權佔用停車格
2008年，法規會主委葉慶元等首長遭民眾投訴佔用停車位。位於台北市信義路三段，由台北市客家委員會管理的公有停車位，白天限制公務車才能進入使用，晚上為免費公有停車位，開放公眾使用。民眾向市議員李慶鋒投訴，有私家車長期佔用停車格。
李慶鋒調查後發現是葉慶元的座車。葉慶元表示，因市府首長宿舍未配有停車位，所以依照市府慣例向客委會商借車位。他晚上曾要求民眾讓出車位，方便自己優先停車。客委會主委劉智雄回應，為了方便公務車使用，所以發給法規會、產業發展局、勞工局、殯葬處四局處停車場遙控器，而四局處首長皆承認持有停車場遙控器，但除葉慶元外，其他首長否認曾使用此處車位。

### 首長座車使用
2012年4月，市議員李慶元質疑葉慶元，四年來每週一皆固定搭乘公務車去東吳大學兼課，並以兼課為由拒絕至議會備詢。每個月油錢7000元皆報公帳，有「公車私用」之嫌，係屬違法。台北市政府在2003年做成函釋，認定首長座車與一般公務車不同，係屬首長待遇及福利的一部分，只要由首長本人使用即無違法疑慮。但依照行政院頒布的中央車輛管理規定，公務車應用於所有與公務有關用途，台北市政府法規會曾於2004年10月發文，要求各單位應遵守此規定，但葉慶元坦承不知此規定。

### 使用國民黨考紀會臉書專頁與網友對罵
2020年9月，國民黨考紀會臉書專頁與不當黨產處理委員會臉書專頁就故宮爭議對罵，之後演變成國民黨考紀會臉書專頁與網友對罵。媒體發現國民黨考紀會臉書專頁編輯是葉慶元。

### 質疑台灣政府因安倍晉三過世下半旗
2022年7月，葉慶元針對日本前首相安倍晉三遭槍擊身亡，中華民國政府於7月11日降半旗一日引用下半旗實施辦法第四條之條件發表質疑，認為安倍晉三是卸任的日本首相，不是現任友邦元首，對於我國、世界和平或人類進步也沒有偉大貢獻，批評政府媚日也不該不要違法，此言論引發網友批評。

## 軼事
因習慣穿著深色西裝，加上濃眉挺鼻，神似藝人「小哥」費玉清因此曾被媒體報導為「北市府費玉清」及藝人吳宗憲（憲哥）認證。

## 著作
- 〈環境保護事務：中央及地方之權限分配〉，台灣法學雜誌213期(2012)。 [18]
- 〈數位出版產業與消費者保護：從Google案談起〉，數位正義E世代(2012)。[19]
- 〈從五都升格看我國直轄市自治權限之調整〉，財團法人孫運璿學術基金會獎助出版（2011）。 [20]
- 〈城市國際交流策略與實務--以臺北市政府為例〉，研考雙月刊;，34:6（2010）。 [21]
- 〈國家賠償事件求償權行使程序之再建構〉，憲政時代，35:3（2010）。 [22]
- 〈中央與地方立法權限之分配〉，憲政時代，34:4（2009）。[23]
- 〈Freedom of Political Speech in the Cyberspace of the PRC〉，賓夕法尼亞大學法學院博士論文（2005）。
- 〈網路色情之管制：從傳統之管制模式出發〉，中央研究院社會所第二屆訊科技與社會轉型研討會（1997）。 [24]
- 〈期待可能性於行政法上之適用》，收錄於〈行政法之一般法律原則（二）〉（城仲模主編）（1997）。
- 〈網際網路上之表意自由：以色情資訊之管制為中心〉，國立台北大學法學院碩士論文（1996）。 [25]

## 外部連結
- 葉慶元FB粉絲專頁－葉慶元律師（葉狀師） （页面存档备份，存于）
- 葉慶元個人部落格－葉狀師闖天關 （页面存档备份，存于）